# The Posies
The Posies war eine US-amerikanische Band, die Power Pop und Alternative-Rock spielte. Die Band wurde 1987 in Bellingham, Washington (nördlich von Seattle) von Ken Stringfellow und Jon Auer gegründet. Ihre bekanntesten Lieder sind Flavor of the Month und Dream All Day. Sie standen bei Rykodisc unter Vertrag. 2021 löste sich die Band nach dem Bekanntwerden polizeilicher Ermittlungen gegen Stringfellow wegen sexuellen Missbrauchs auf.

## Diskografie

### Alben
- 1989: Failure (PopLlama Records)
- 1990: Dear 23 (DGC Records)
- 1993: Frosting on the Beater (DGC Records)
- 1996: Amazing Disgrace (DGC Records)
- 1998: Success (PopLlama Records)
- 1999: Alive Before the Iceberg (Houston Party Records)
- 2000: Dream All Day: The Best of the Posies (DGC Records)
- 2000: In Case You Didn’t Feel Like Plugging In (Casa Recording Co.)
- 2000: At Least at Last (4 CDs, Not Lame Recordings)
- 2005: Every Kind of Light (Rykodisc)
- 2010: Blood / Candy (Rykodisc)
- 2016: Solid States (Lojinx)

### Singles und LPs
- 1991: Suddenly Mary
- 1992: Feel
- 1992: Chris Bell Homage (Gigolo Aunts / The Posies)
- 1993: Dream All Day
- 1993: Flavor of the Month
- 1993: Solar Sister
- 1993: This is Not the Posies
- 1994: Definite Door
- 1996: Ontario
- 1996: Please Return It
- 1996: Everybody is a Fucking Liar (EP)
- 1998: Start a Life
- 2001: Nice Cheekbones and a Ph.D.